# Torneio de Arcos de Valdevez

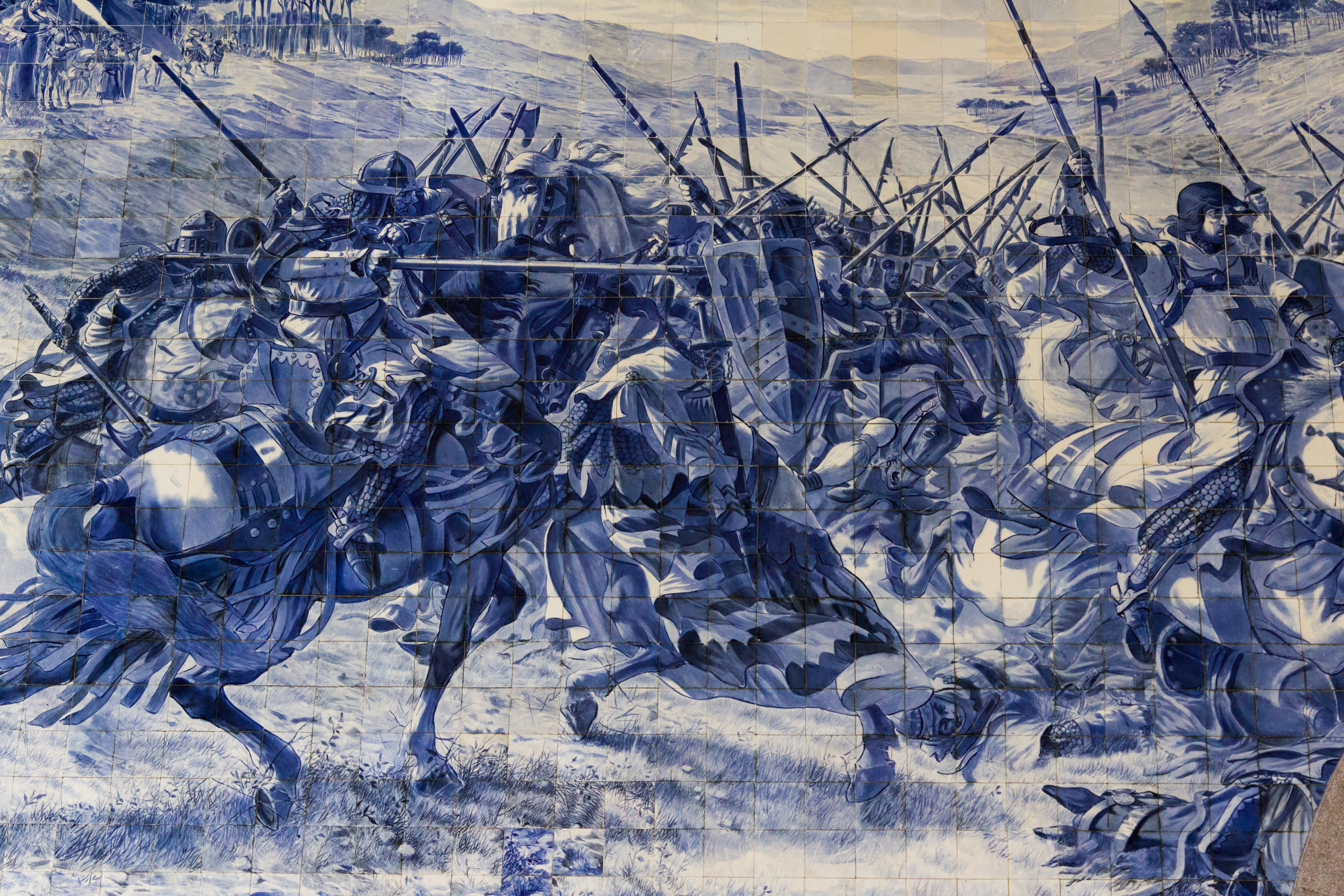
Azulejos representando o Torneio na Estação de São Bento, no Porto, da autoria de Jorge Colaço.

O chamado Torneio de Arcos de Valdevez, também conhecido como Recontro de Valdevez, Bafordo de Valdevez ou então Veiga da matança, foi um decisivo episódio da História de Portugal ligado à fundação da nacionalidade.

## História
O episódio teve lugar em 1140, no Vale do Vez (tributário do rio Lima), em Arcos de Valdevez, quando D. Afonso Henriques, após a vitória na batalha de Ourique (1139), rompeu a paz de Tui (1137) assinada com seu primo o Imperador Afonso VII de Leão e Castela, e invadiu a Galiza, conquistando alguns castelos sob protetorado do monarca leonês. Em resposta, as forças imperiais, em muito maior número, entraram em terras portucalenses arrasando os castelos à sua passagem, descendo as montanhas do Soajo em direção a Valdevez.

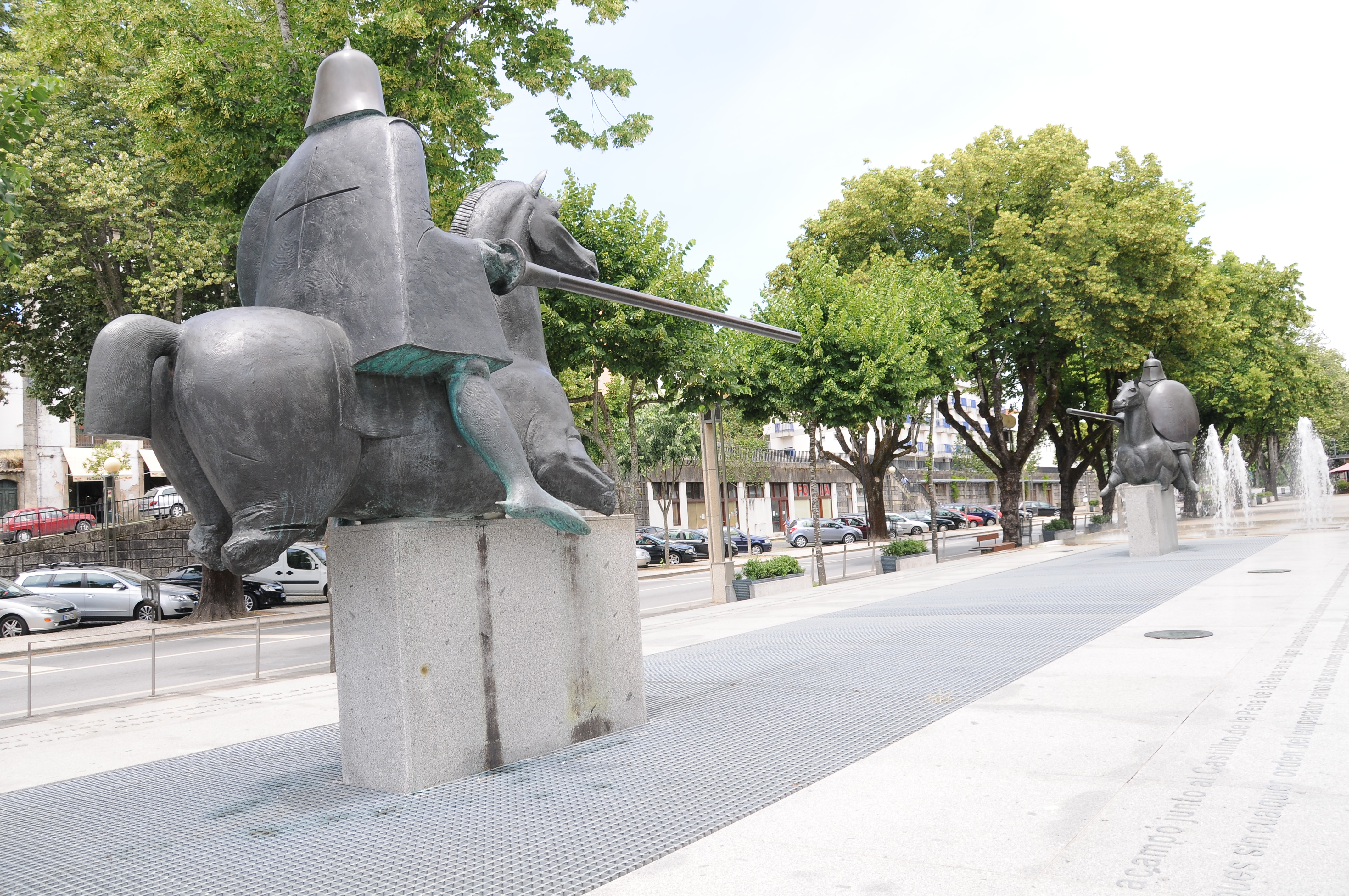
Torneio de Arcos de Valdevez pelo escultor José Rodrigues.

Eis o que nos diz sobre esse bafordo, a cronica dos godos do Século XII ou XIII (Tradução do Professor Albino de Faria):
| “ | ERA DE 1178 (da Era Hispânica contada a partir de 1 de Janeiro de 38 a. de C. e não da era Cristã, adotada em Portugal só em 22 de Agosto de 1422, no reinado de D. João I. Por isso, o ano correto do acontecimento referido é 1140). Ao mesmo tempo o Imperador D. Afonso, filho do conde Raimundo e da rainha D. Urraca, filha do grande Imperador D. Afonso, tendo reunido todo o seu exército de Castela e Galiza, quis entrar no reino de Portugal e vieram até um lugar que se chama Valdevez; mas o rei D. Afonso foi ao seu encontro com o seu exército e ocupou o caminho por onde aquele queria vir, e armou as suas tendas, uns de uma parte e outros de outra. E como alguém viesse do lado do Imperador para provocar uma escaramuça que os populares chamam Bufúrdio, imediatamente alguns saíam do lado do rei de Portugal, indo ao encontro deles e, com eles escaramuçando. Estes prenderam Fernando Furtado, irmão do imperador e o cônsul Pôncio de Cabreira, Vermudo Peres e Varela, filho de Fernando Joanes, irmão de Paio Curvo, e Rodrigo Fernandes, pai de Fernando Rodrigo, e Martinho Cabra, sobrinho do cônsul D. Pôncio, e outros muitos que com eles vinham. Por isso vendo o imperador que tudo corria próspero ao rei de Portugal e que uma boa estrela o guiava e que Deus o ajudava e que a si tudo lhe corria ao contrário, e que, se quisesse continuar a luta, maiores seriam os seus prejuízos, mandou enviados à presença do arcebispo de Braga, D. João, e a outros homens bons e pediram-lhes que viessem ter com o rei de Portugal para que fizesse e firmasse uma boa paz e para sempre. Assim aconteceu e chegaram a um acordo. Efetivamente numa tenda tanto o Imperador como o rei de Portugal se beijaram mutuamente, comeram e beberam vinho, e falaram a sós secretamente e, assim, cada um deles retomou a sua paz. | ” |

Felgueiras Gaio, na sua obra o Nobiliário das Famílias de Portugal, faz de Gonçalo Martins de Abreu o general dessa batalha e explica que ela foi ganha:
| “ | pella industria do dito Gonçalo Mz q armou huas certas grades, em q cahirão os castelhanos. | ” |

Ele foi feito, pelo Rei, a seguir senhor da freguesia de Grade onde ergueu a Torre de Grade, deu-lhe uma quinta na freguesia de Merufe, concelho de Monção, onde havia um lugar chamado de Grade.
Do lado do Reino de Leão e Castela a Chronica Adefonsi Imperatoris dá outra versão. 
Embora reconhece a captura dum conde, há portugueses também presos e um certo equilibro entre as partes, daí o pedido dum acordo de paz por parte dos portugueses, com medo do Mouros que a situação no terreno seja menos favorável.  

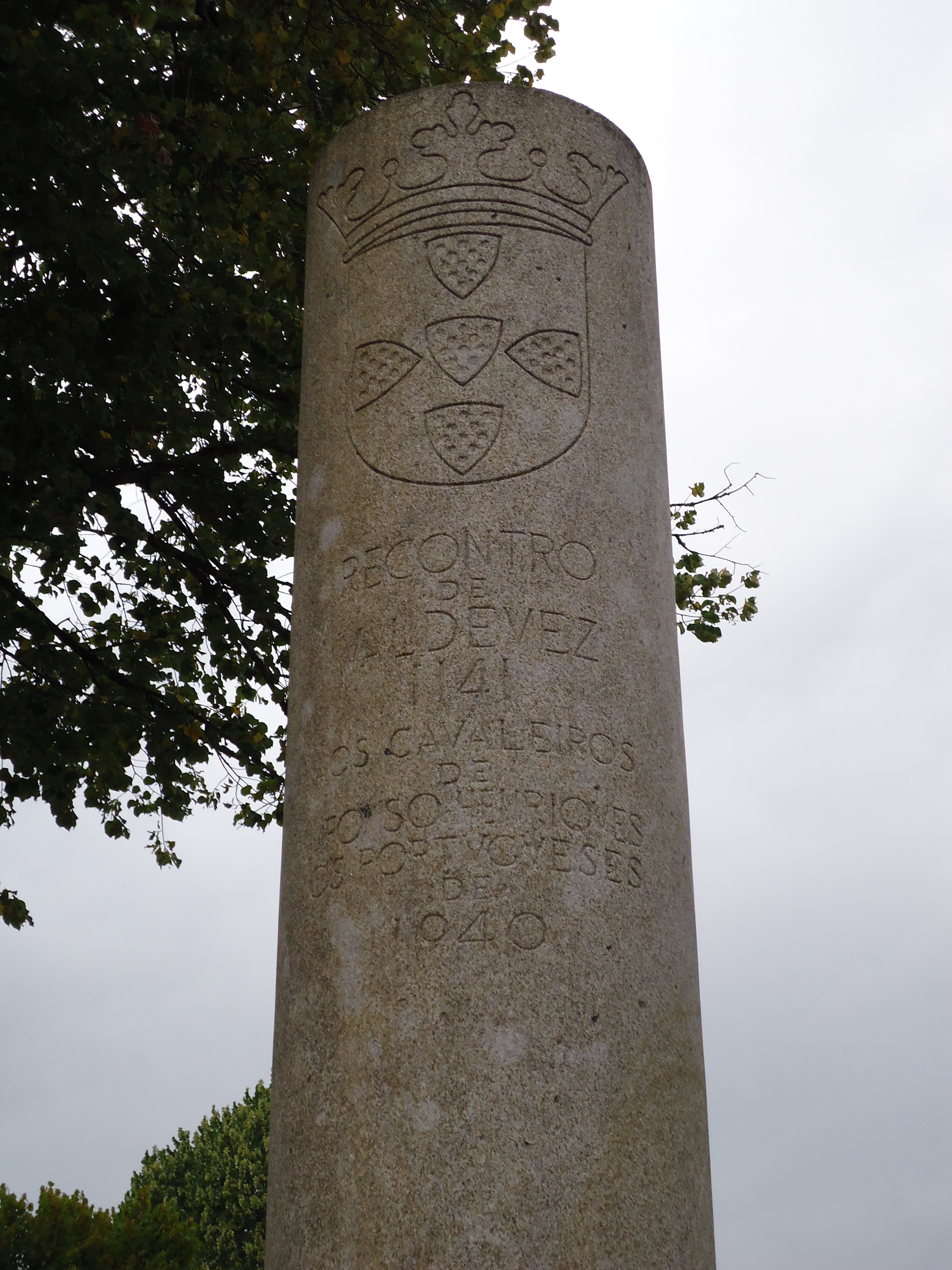
Padrão comemorativo do Recontro de Valdevez, erigido em 1940

De acordo com o professor Torquato Sousa Soares, da Universidade de Coimbra, a escaramuça ou “bafordo” da Portela de Vez teve lugar em 1137 e contribuiu para a celebração da paz de Tui, em julho daquele ano.
Outros autores consideram o episódio como o passo decisivo e a última etapa para o nascimento de Portugal, sendo o antecedente da celebração do Tratado de Zamora em 1143. Depois do Torneio de Valdevez, onde saem vencedores os cavaleiros de Afonso Henriques, este aproveita as boas graças da Igreja, e, por intermédio do Arcebispo de Braga, D. João Peculiar, faz que o Papa Inocêncio II aceite a sua vassalagem contra o pagamento de um censo (quantia que os reis pagavam ao Papa) de quatro onças (onça = 31 g) de ouro por ano.
O Arcebispo envia o Cardeal Guido de Vico junto de Afonso VII, obtendo deste, no tratado de Samora (Zamora), o título de rei (rex), que D. Afonso Henriques passa a usar, graças ao Recontro de Valdevez, e no papel, de facto e de direito, em 1143.

## Lenda
Segundo a lenda, nesta batalha foi encontrada uma relíquia sagrada, denominada Santo Lenho, que segundo a fé cristã crê-se que seja um pedaço retirado da Cruz onde Cristo foi crucificado. Esta relíquia encontra-se na freguesia de Grade, na Igreja Matriz, num sacrário com duas portas fechado a sete chaves todas elas diferentes. O dia da sua veneração é sempre 40 dias depois da Páscoa, quinta-feira da Espiga. Na Aldeia é venerado como Padroeiro das guerras, e nesta freguesia nunca morreu um soldado na guerra.

## O torneio na arte
Na Estação de São Bento, no Porto, encontra-se um grande painel de azulejos alusivo ao Torneio, da autoria do notável ceramista e ilustrador Jorge Colaço, aí colocado em 1916.
Em Arcos de Valdevez, no Campo do Trasladário e em plena Avenida Recontro de Valdevez, existe um monumento equestre fundido em bronze que recorda o episódio histórico, da autoria do escultor José Rodrigues e considerado uma das mais notáveis produções escultóricas do artista, falecido em 2016.
Igualmente no Campo do Trasladário existe um padrão comemorativo do Recontro, inaugurado em 1940 pelo então Ministro das Obras Públicas Duarte Pacheco, sendo que este monumento não está na sua localização original, uma vez que esta era em pleno Campo, no local onde mais tarde, já na década de 50 do século XX, foi aberta a Estrada Nacional 101, obrigando à mudança do padrão, primeiramente para um largo frontal à Igreja do Espírito Santo da Vila, e já neste século, por iniciativa da autarquia local, para o Campo do Trasladário, concentrando assim neste espaço os elementos artísticos e simbólicos do Recontro de 1141.